# غولدن تيت
غولدن تيت (بالإنجليزية: Golden Tate)‏ هو لاعب كرة قاعدة أمريكي، ولد في 2 أغسطس 1988 في هيندرسونفيل في الولايات المتحدة.

## وصلات خارجية
- الموقع الرسمي
- غولدن تيت على موقع مرجع كرة القدم المحترفة.كوم (الإنجليزية)